# Enicoeme
Enicoeme is een kevergeslacht uit de familie van de boktorren (Cerambycidae). De wetenschappelijke naam van het geslacht werd voor het eerst geldig gepubliceerd in 1915 door Aurivillius.

## Soorten
Enicoeme omvat de volgende soorten:
- Enicoeme grisea Aurivillius, 1915
- Enicoeme krelli Adlbauer, 2003